# Cicindela scutellaris
Cicindela scutellaris är en skalbaggsart som beskrevs av Thomas Say 1823. Cicindela scutellaris ingår i släktet Cicindela och familjen jordlöpare.

## Underarter
Arten delas in i följande underarter:
- C. s. flavoviridis
- C. s. lecontei
- C. s. rugata
- C. s. rugifrons
- C. s. scutellaris
- C. s. unicolor
- C. s. yampae